# Кнежевич, Милорад
Ми́лорад Кне́жевич (серб. Милорад Кнежевић; 31 октября 1936, Цетине — 31 марта 2005, Белград) — югославский шахматист, гроссмейстер (1976). Тренер. Юрист.

## Шахматная карьера
Лучший результат в чемпионатах Югославии в 1977 — 3—5-е места. Двукратный чемпион Балканиады (1978 и 1981) в составе команды Югославии.
Лучшие результаты в других международных соревнованиях: Люблин (1968) — 2—5-е; Белград (1972) — 3—4-е; Римавска-Собота и Албена (1974) — 2-е; Чока (1974) — 1—2-е; Стари-Смоковец (1974), Оломоуц и Градец-Кралове (1975) — 1-е; Приморско (1975) — 3—4-е; Градец-Кралове и Пампорово (1976) — 1-е; Варна (1976 и 1984) — 5-е и 1—2-е; Оломоуц (1976) — 2-е; Поляница-Здруй (1976, мемориал А. Рубинштейна) — 2—4-е; Ульм (1976) — 1—3-е; Крагуевац (1977) — 1-е; Ниш (1977) — 3-е; Белград (1977) — 2—3-е; Тимишоара (1979) — 1-е; Баня-Лука (1979) — 6-е; Сараево (1979) — 1—3-е; Баймок (1980) — 1—2-е; Вировитица (1980) — 4—5-е; Сараево (1981) — 4—6-е; Будапешт (1981) — 1—2-е; Тршинец (1982/1983 и 1983/1984) — 1-е и 3—4-е; Салоники (1983) — 2-е; Фельден (1983) — 1—4-е; Чадца (1983) — 1—2-е; Сату-Маре (1983) — 2—3-е; Гавана (февраль—март 1985) — 3—4-е; Нови-Бечей (1985) — 2—5-е; Женева (1986) — 3—10-е (170 участников); Вольфсберг (1986) — 5—8-е (92 участника); Вупперталь (1986) — 4—7-е; Камагуэй (1987, 2-й турнир) — 2—4-е места.

## Изменения рейтинга
| Графики недоступны из-за технических проблем. См. информацию на Фабрикаторе и на mediawiki.org. |